# Шассеньяка горбок
Шассеньяка горбок (лат. tuberculum carotis, син. сонний горбок, каротидний горбок) — добре розвинений передній горбок поперечного відростка шостого шийного хребця.
Цей анатомічний утвір названий на честь відомого французького лікаря-хірурга Едуара Шассеньяка, який вперше описав це анатомічне утворення.

## Прикладне значення
Горбок Шассеньяка використовується анестезіологами як орієнтир під час виконання місцевої анестезії плечового і шийного сплетення з надключичного доступу.
У хірургії горбок Шассеньяка використовується як точка опори, до якої притискають загальну сонну артерію для тимчасової зупинки кровотечі, а також як орієнтир під час операцій на цій артерії.
У терапії масажування сонного гломусу (glomus caroticum, параганглій, розташований в зоні біфуркації загальної сонної артерії) на рівні цього горбика при надшлуночковій тахікардії дозволяє нормалізувати серцевий ритм.